# Miriam Leone
Miriam Leone (Acireale, 14 de abril de 1985) es una modelo, presentadora de televisión y actriz italiana. En 2008 ganó el concurso de belleza Miss Italia.

## Biografía
Miriam Leone se matriculó en la Facultad de Letras de Catania. Para la realización del programa Dupale, Leone, junto a Alessio Aloisi, trabajó durante dos meses como locutora por la Radio Etna Espresso.
En 2008, fue elegida reina-testimonial del carnaval de Acireale. Ese mismo año participó en Miss Italia con el título de Miss Prima dell’Anno 2008, título adquirido durante el programa L'anno che verrà de Carlo Conti. También ganó el título de Miss Cinema, pero renunció en favor de su competidora Valentina Mio, para participar en Miss Italia. En 2015 protagoniza la serie La Dama Velada junto a Lino Guanciale.
- 2024. Rodó como protagonista la serie de 8 capítulos "Oriana Fallaci"

### Vida privada
Desde el 18 de septiembre de 2021 está casada con Paolo Carullo, manager y músico, siciliano como ella, a quien conoció en una fiesta en la Toscana unos años antes.

## Filmografía
| Año  | Título                        | Película/Serie | Papel                       |
| ---- | ----------------------------- | -------------- | --------------------------- |
| 2012 | Un passo dal cielo            | Serie de TV    | Astrid                      |
| 2015 | La dama velada                | Serie de TV    | Clara Grandi (protagonista) |
| 2015 | 1992                          | Serie de TV    | Veronica Castello           |
| 2016 | Medici: Masters of Florence   | Serie de TV    | Bianca                      |
| 2016 | Felices sueños                | Película       | Agnese                      |
| 2018 | Metti la Nonna in Feeezer     | Película       | Claudia                     |
| 2019 | Diabolik                      | Película       | Eva Kant                    |
| 2022 | Marilyn tiene los ojos negros | Película       | Clara                       |
| 2022 | Corro da te                   | Película       | Chiara                      |